# 潘克丑
潘克丑（發音：[faːn˧˧ xak̚˧˦ siw˧˩]；1905年1月9日—1970年5月24日），越南農學家和政治人物，高台教信徒，1964年－1965年間擔任越南共和国國長（國家元首）。
潘克丑是一名農業工程師，在法屬時期因爲反對法國殖民統治而被逮捕並關押在昆島監獄，在此期間他加入了高臺教的先天支派，後來取教名爲黃德（Huỳnh Đức）。越南國時期，潘克丑曾进入保大内阁。越南國成立後，潘克丑曾出任国会议员，後因批评吴廷琰的政策而一度被捕，至吴廷琰死后被释放。1964年10月26日潘被提名就任越南共和国國長，他担任这一职务直至1965年6月14日辞职。後來潘克丑與潘光旦聯名參加了1967年越南共和國總統選舉，以第三名的成績落選。1970年，潘克丑在西貢過世。

## 生平

### 早年經歷
1905年1月9日潘克丑出生於法屬印度支那芹苴省丐盆郡安長總美順村（今屬永隆省平明市社丐盆坊）的一個田主家庭裏。
1924年潘克丑前往突尼斯留學，後赴法國巴黎，在那裏他學習了農業遺傳與工程學，並在巴黎待了六七年。在巴黎時他參加了一個定期在左岸聚會的越南學生團體。
潘克丑1930年回到西貢後，爲當局從事農業和工程工作，同年，他支持反對法國殖民當局政策的學生運動，並發起了安南人民統一革命運動。1940年，潘克丑因爲參加越南人民革命黨，活躍於反對法國當局的政治活動，而被法國當局關押在了昆島監獄。
1945年日軍發動三九政變後潘克丑才得以釋放。返回西貢後，潘克丑繼續自己的黨派和報業活動，與范玉石博士一起成立了越南國家獨立黨。1948年，潘克丑被選爲越南民主社會黨主席，並前往中國。當時潘克丑主張支持保大方案（Bao Dai Solution）。

### 政治生涯
1949年潘克丑在保大的越南國政府中擔任農業與社會救濟部部長，並在5個月後因爲法國政府缺乏誠意而辭職。
1954年潘克丑出任吳廷琰政府的農業與土地改革部部長，但沒過多久就辭職了。潘克丑曾多次寫信建議吳廷琰總統改變政策，因此被當局視爲反對派。1959年2月，潘克丑當選西貢選區的國會議員。1960年4月26日，他與其他17名越南共和國政客們簽署了批評吳廷琰當局的卡拉韋勒宣言。
1960年針對吳廷琰的未遂政變發生後，潘克丑被捕入獄，並於1963年7月11日與潘光旦、武鴻卿和裴良等人一起接受西貢特別軍事法庭審判，他被判以8年監禁。7月31日，潘克丑被流放到了昆島。在監獄中，潘克丑的健康狀況惡化，且之後也沒有得到恢復。
同年11月的政變爆發後，吳廷琰政府被推翻，潘克丑獲釋回到西貢。
1964年10月24日，潘克丑被國家高級委員會推選爲越南共和國國長（即國家元首）。隨後潘克丑指定陳文香爲總理。同年12月，阮慶將軍發動政變解散了國家高級委員會，但是保留了潘克丑的國長職位。1965年2月16日，阮慶以軍事委員會主席的名義宣佈任命潘克丑爲國長。
1965年6月，越南共和國軍的青年將軍成立了國家領導委員會，並任命阮文紹爲委員會主席，兼任國長。6月14日，潘克丑正式卸任。
1966年1月陳文香被選爲越南共和國制憲會議主席。
1967年的总统选举中，潘克丑得到了513,374票（10.8%），为候选人中的第三名。

### 晚年
1968年，潘克丑與陳生（Trần Sinh，字吉平）、阮成榮（Nguyễn Thành Vinh）等人發起了新民運動（Phong trào Tân Dân）。
1970年5月24日中午11時10分，潘克丑在西貢福善醫院（Bệnh viện Phước Thiện，今阮廌醫院）因腦溢血逝世，享壽65歲。一些報紙指責時任總統阮文紹未提供給潘克丑足夠的醫療設施。
數千名西貢的學生在潘克丑的國葬上舉行了反對阮文紹的遊行示威。

## 家庭
潘克丑在去世時有五個子女（兩個女兒和三個兒子）：三個兒子中一個正在外國留學，一個在越南共和國空軍服役，一個是海軍陸戰師少尉。他的兩個女婿分別是軍警上尉和情報機構中尉。
潘克丑的哥哥潘克簡（Phan khắc Giản）畢業於河內法律學校，後從事律師工作，是原越南共和國軍警少校潘其仁的父親。